# BB&T Field
L'Allegacy Federal Credit Union Stadium (anciennement Groves Stadium, BB&T Field et Truist Field at Wake Forest) est un stade de football américain de 31 500 places situé sur le campus de l'Université de Wake Forest (Wake Forest University), à Winston-Salem (Caroline du Nord). L'équipe de football américain universitaire des Wake Forest Demon Deacons évolue dans cette enceinte inaugurée en 1968. Ce stade est la propriété de l'Université.
Le stade est constitué de deux grandes tribunes latérales découvertes. La zone située derrière la end zone sud-est est nommée "Deacon Hill". C'est une butte gazonnée utilisée par les spectateurs pendant les matchs. Du côté nord-ouest se trouve le Bridger Field House, construit à l'origine en 1968 avec le stade, qui fut démoli puis reconstruit en 1996 et rouvert en 1997.
Équipé jusqu'en 2006 d'une pelouse naturelle, le stade passe à la surface artificielle durant l'été 2006.

## Galerie

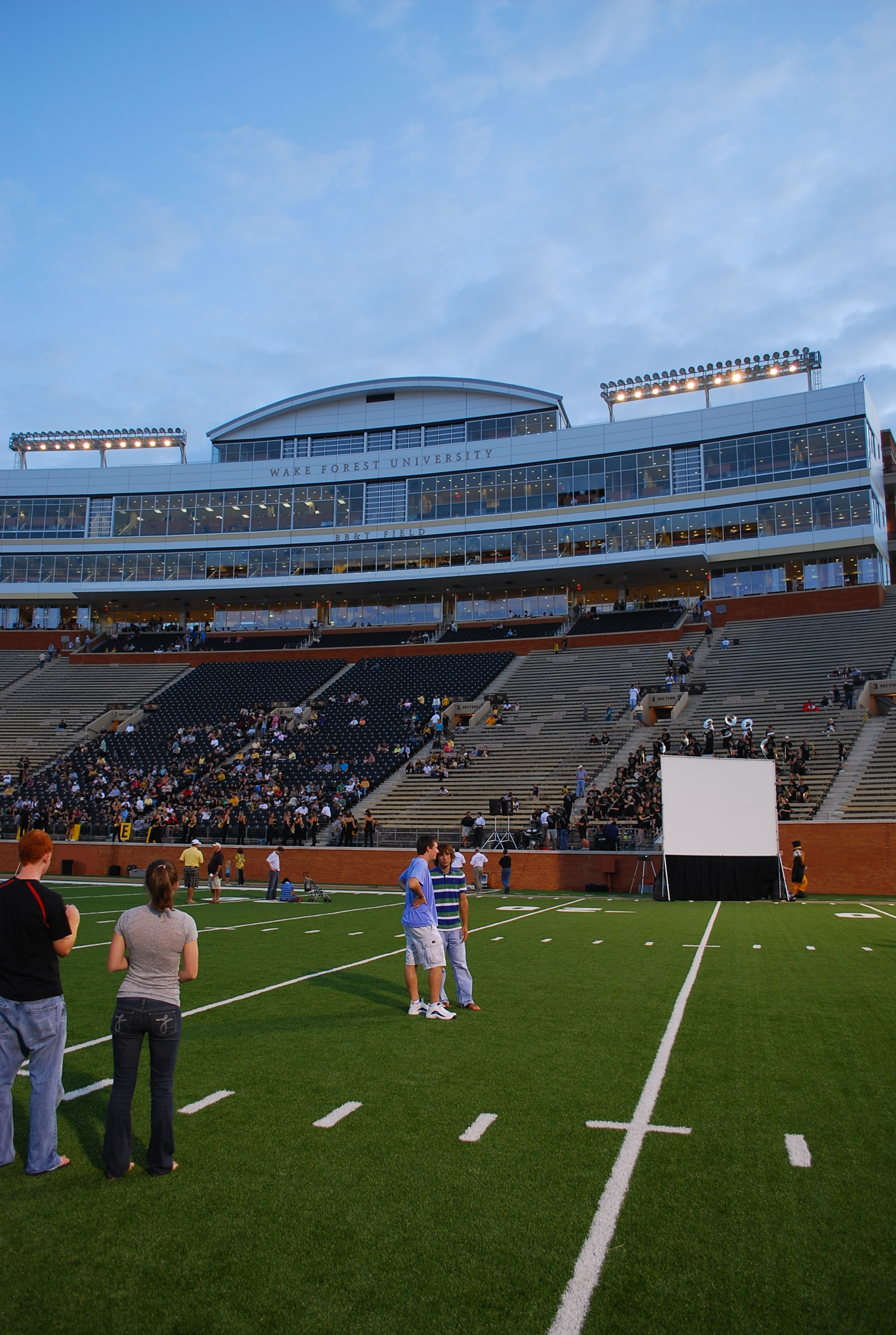
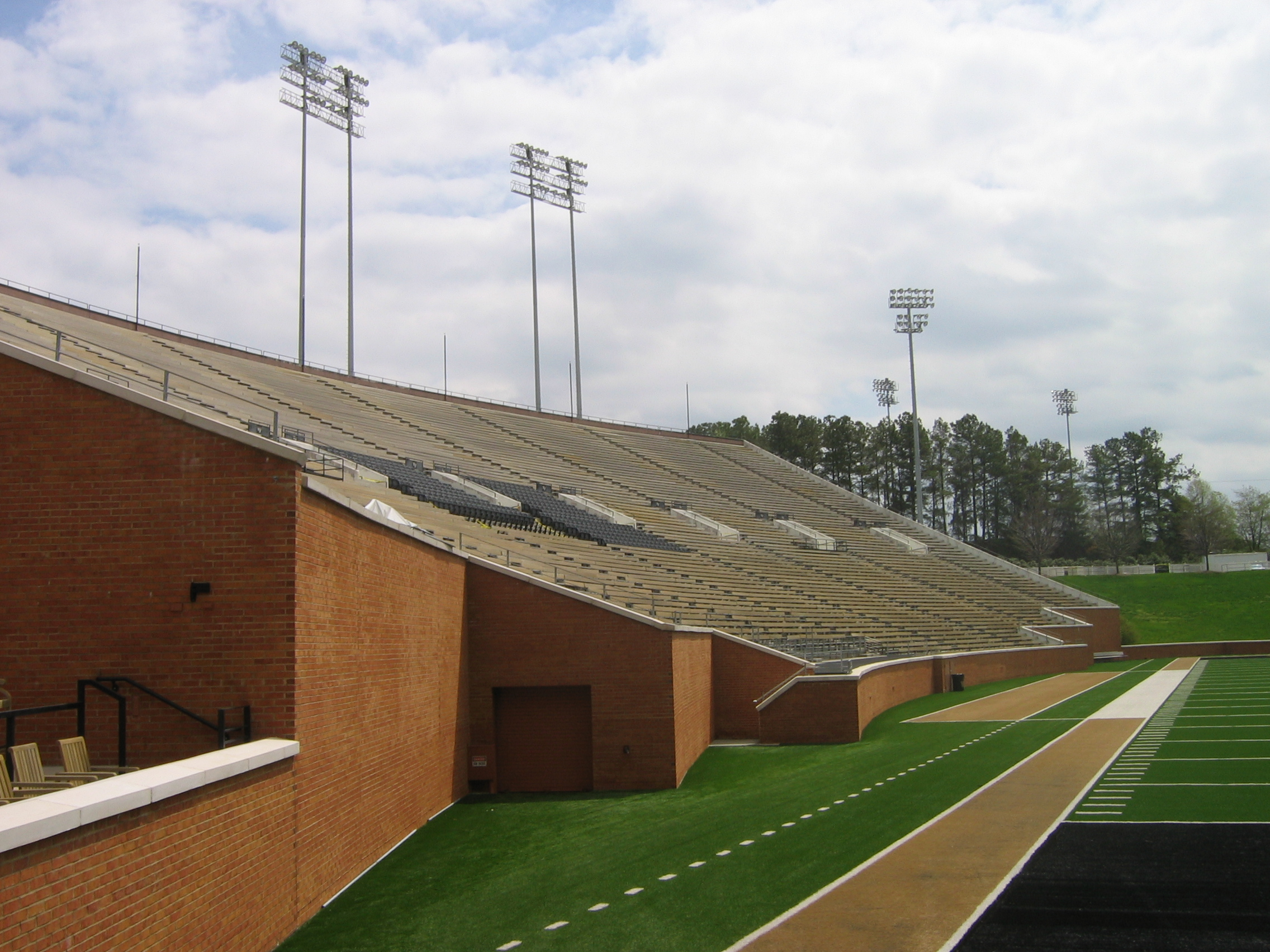
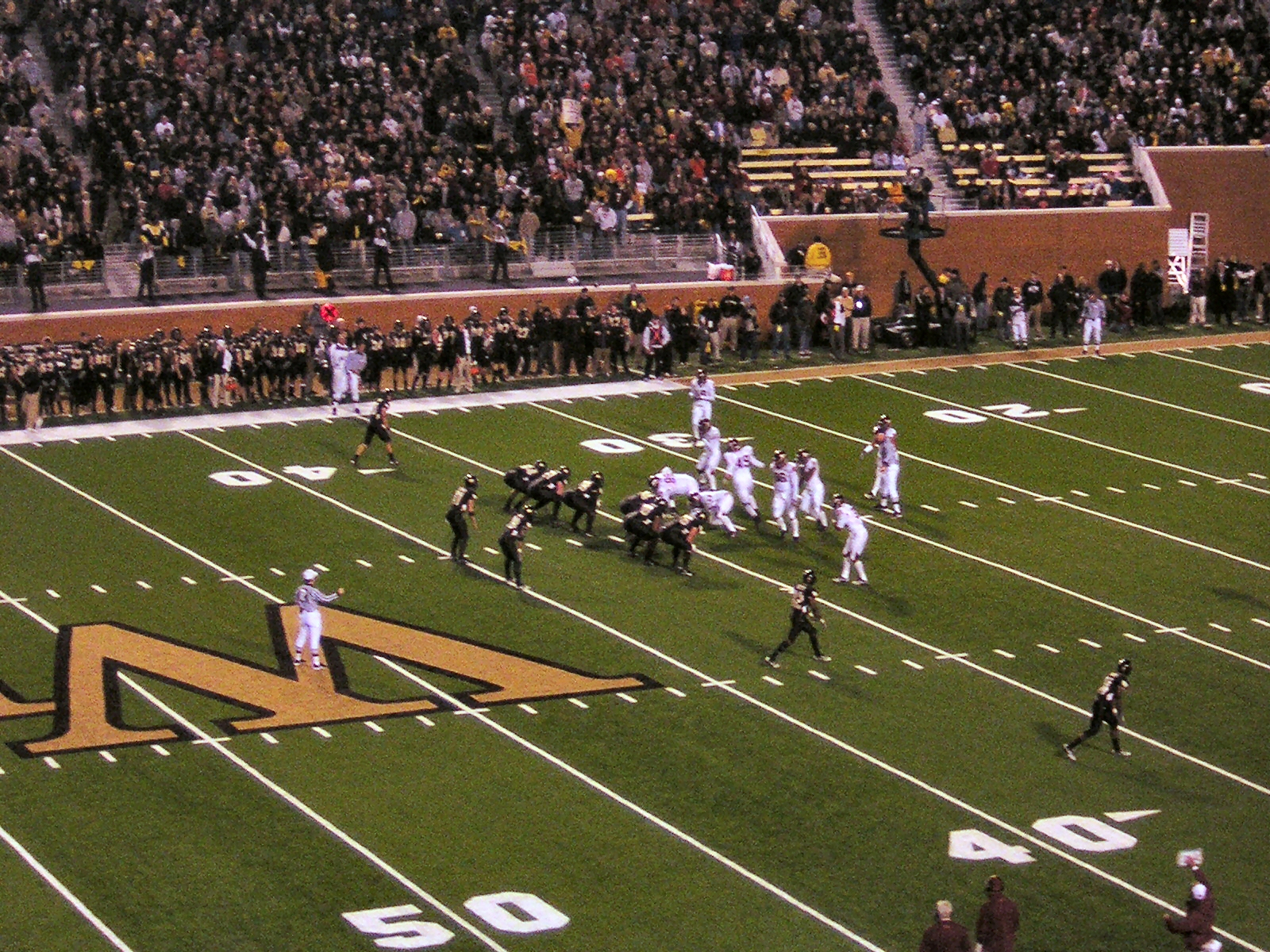